# Небески екватор
Небески екватор је пројекција екваторијалне равни Земље на небеску сферу. Као што Земљин екватор дели Земљу на северну и јужну хемисферу, тако небески екватор дели небеску сферу на северну и јужну небеску хемисферу. Од небеског екватора се мери деклинација небеских објеката. Небески екватор је нагнут у односу на раван еклиптике приближно 23° (овај угао се мења због прецесије), а тачке пресека еклиптике и небеског екватора се називају γ тачка (тачка пролећне равнодневице) и Ω тачка (тачка јесење равнодневице).
Небески екватор се може видети углавном свуда широм света, а кулминира у тропском појасу (пролази кроз зенит). Небески екватор пролази тренутно кроз следећа сазвежђа: Рибе, Кит, Бик, Еридан, Орион, Једнорог, Мали пас, Водена змија, Секстант, Лав, Дјевица, Змија, Змијоноша, Орао и Водолија. Због Земљиног нагиба осе, Раван небеског екватора је нагнута за 23,4° у односу на раван еклиптике.

## Основе оријентације на небеској сфери
Астрономија је везана за оријентацију у простору, тако да се гледајући у небо и прелазећи погледом с једног небеског тела на друго могу повезати смерови у којима се види тело. Положај тела пројектује се на површину једне кугле, коју се назива небеском сфером. Због великих даљина небеских тела, може се замислити да је и небеска сфера на великој даљини. Блиски предмети, као што су авион или вештачки сателит, на небеској ће сфери брзо мењати међусобни положај, а много удаљеније звезде, иако се и оне заправо крећу, дуже ће задржавати привидно једнак пројектовани размештај. Дакле, положај тела одређује се смеровима и угловима између њих.
За запис положаја на небеској сфери служе сферне координате, слично као што за утврђивање положаја на површини Земље служе земљописне координате. Важне тачке на глобусу јесу полови, точке кроз које пролази Земљина оса вртње. Веома важно својство, смер вртње, не може се одредити друкчије него на основу искуства. Каже се да се Земља окреће као десни вијак који напредује од Јужног пола према Северном полу. Смер се може одредити и с обзиром на начин кретања сатне казаљке. Гледајући на Северни пол Земље, она се врти у смеру супротном од казаљке на сату. Помоћу меридијана одбројавају се земљописне дужине; рачунају се као источне или као западне, од 0° до 180°. Почетни меридијан је онај који, по договору, пролази кроз опсерваторију у Гриничу, предграђу Лондона. Нормално на меридијане пролазе паралеле (успореднице). Паралела највећег опсега је екватор, а од њега се према северу и према југу одбројавају земљописне ширине, као северне и јужне, и то од 0° до 90°. Меридијана и паралела има неизмерно много.
У астрономији се примењује неколико координатних система (небески координатни системи). Сваки од њих има основни круг (као што је Земљин екватор) и почетну полукружницу (као што је почетни Гринички меридијан) од којих се одбројавају координате.

### Дневно кретање неба
Непосредан изглед појава на небу узрокован је Земљиним кретањима. Земљина вртња узрок је привидном окретању небеске сфере и измене дана и ноћи. Није свеједно да ли се окреће Земља или небеска сфера, са свим звездама и галаксијама. У последњем би случају релативне брзине звезда морале да надмаше брзину светлости, а недостајале би многе ситне појаве које пружају физичке и астрономске доказе кретања Земље. Те појаве јесу: закретање равни њихања (Фукоово клатно), отклон на исток при слободном паду, спљоштеност Земље, појава дневне паралаксе, дневна аберација светлости и још неке. Без разумевања физичке суштине, а то значи не знајући за ограничену величину Земље и њена кретања, непосредно видљиве промене на небу нису једноставно протумачиве. Зато је и требало много времена док се човек није издигао изнад непосредно датог.

### Небеска оса, небески екватор и небески меридијан
Видљив предео неба зависи од положаја посматрача и од тренутка посматрања. Сваки проматрач на Земљи стоји на водоравној равни, а правац силе теже, вертикала, нормална је на ту раван. Смер вертикале показује слободно обешен, миран висак. Продужи ли се вертикала према небеској сфери, пробошће је у тачки која зависи од земљописног положаја и од тренутка дана, јер се Земља окреће. Због Земљиног окретања вертикала описује купу око продужене Земљине осе или небеске осе. Небеска оса пробада небеску сферу у северном и јужном небеском полу. Небеска оса је замишљени правац идентичан са Земљином осом ротације и пробада небеску сферу у северном и јужном небеском полу. У тачки северног небеског пола се приближно налази звезда Северњача. Око небеске осе се привидно окреће небеска сфера (привидно окретање настаје због ротације Земље). Сва небеска тела привидно се окрећу око небеске осе. Раван Земљиног екватора, протегнута до небеске сфере, исеца на њој кружницу или небески екватор. Небески екватор је пројекција Земљиног екватора на небеску сферу. Раван којој припада небески екватор нормалан је на небеску осу. Раван меридијана на којему се посматрач налази пресеца небеску сферу уздуж велике кружнице или небеског меридијана. Небески меридијан је замишљена велика кружница на небеској сфери која пролази северним и јужним небеским полом и садржи пројекцију небеског тела чији меридијан се посматра. Меридијан посматрача пролази кроз небеске полове, те садржи зенит и надир посматрача. Како проматрач субјективно не осећа Земљину вртњу, чиниће му се да се небеска сфера окреће око Земљине оси, и то у супротном смеру.

### Обзор, зенит и надир
Водоравна раван на којој се проматрач налази је раван обзора или хоризонта, а кружница коју она исеца на небеској сфери је обзор или хоризонт. Обзор је велика кружница небеске сфере, настаје пресеком равни која пролази стајалиштем посматрача са небеском сфером и нормална је на правац зенит-надир. Видљиви хоризонт (на отвореним површинама као море) се због закривљености Земљине површине налази испод астрономског хоризонта (томе је узрок и надморска висина те рефракција Земљине атмосфере). Тачке у којима нормала или вертикала пробада небеску сферу јесу зенит и надир. Зенит је тачка на небеској сфери која се налази директно изнад проматрача. Надир је тачка на небеској сфери супротно од зенита (испод проматрача). На арапском значи супротан, насупрот. Звезде обилазе око небеске осе по кружницама које су назване дневне кружнице. Неке звезде, оне које су ближе северном небеском полу, стално су изнад обзора (Cirkumpolarna sazvežđa). Неке звезде излазе изнад обзора и залазе под обзор.
Као источна тачка обзора (И) и као западна тачка обзора (З) задаје се пресециште небеског екватора с обзором. Небески меридијан пролази кроз зенит, северни и јужни небески пол. Пресециште меридијана и обзора ближе северном небеском полу је северна тачка обзора (С), а њој насупрот, јужна тачка обзора (Ј). Четири главне тачке обзора (С, Ј, З и И) одређене су привидним дневним кретањем неба и разликовањем полова, а размакнуте су на обзору за прави угао. Звезде излазе на источној страни обзора, подижу се до небеског меридијана, где достижу највећу висину или каже се да пролазе кроз горњу кулминацију. Настављајући кружење, залазе на западној страни обзора. Након тога ће звезде проћи и кроз најнижи положај или доњу кулминацију. Изнад обзора звезде се премештају од источне стране према западној. Циркумполарне звезде никада не залазе, а антициркумполарне никада не излазе. Све звезде, посматране на свим земљописним ширинама, без обзира на то јесу ли циркумполарне или нису, пролазе кроз горњу кулминацију у оној половини меридијана (меридијан је располовљен северним и јужним небеским полом) која садржи зенит; кроз доњу кулминацију звезда ће проћи у оној половини меридијана која садржи надир. Делови дневних кружница изнад обзора јесу дневни лукови. Звезда која се налази на дневној кружници северније од небеског екватора излази између северне (С) и источне (И) тачке обзора, а залази између северне и западне (З) тачке обзора. Јужније од источно – западне линије, излазе и залазе оне звезде које су смештене јужније од небеског екватора.

### Хоризонтски координатни систем
За одређивање положаја небеских тела у односу на обзор (хоризонт) и стране света служи хоризонтски координатни систем. У хоризонтском координатном систему положај небеског тела одређен је азимутом и висином. Астрономски азимут је угао између месног небеског меридијана и небеског тела, мерен од смера југа по обзору у смеру дневног кретања небеских тела (у смеру према западу). Висина h је угао у средишту сфере који се налази у равни нормалној на раван обзора. Узимајући полупречник небеске сфере као јединичну вредност, висина се може одредити и као дужина лука на сфери, јер је у том случају дужина лука бројчано једнака припадном средишњем углу. Исти поступак проводи се при одређивању других сферних координата. Висина h је позитивна изнад обзора и креће се од 0° до 90°, а негативна испод обзора, када се креће од 0° до -90°. Уместо висине h може се користити зенитна даљина z:
Један од најједноставнијих астрономских мерних инструмената за мерење висине Сунца и сјајних ноћних небеских тела је секстант. Астрономски азимут А је координата која се мери од јужне тачке обзора (Ј) према западу, од 0° до 360° (у геодезији и за друге сврхе, азимут се мери од северне тачке С према западу и истоку, од 0° до 180°). За мерење азимута у нашем земљописном подручју може нам, иако не баш најпрецизније, послужити компас. При првом ноћном изласку и мерењу хоризонтских координатна неког небеског тела, може се установити да се оне непрестано мењају, и да зависе од земљописног положаја проматрача.

### Екваторски координатни систем
С окретањем небеске сфере непосредно је повезан небески екваторски координатни систем. Тај је систем пројекција земљописног координатног система на небеску сферу. Основни круг система је круг небеског екватора. Дневне кружнице паралелне су с небеским екватором. Угаона удаљеност небеског тела од небеског екватора је деклинација δ. Та координата поприма вредност од 0° до 90° (од небеског екватора према северном небеском полу) и од 0° до -90° (од небеског екватора према јужном небеском полу).
Друга координата има две могућности. Према једној, почетна је полукружница она половина меридијана проматрача, која се пружа од северног до јужног небеског пола а садржи зенит. Координата која се рачуна од те половине меридијана је сатни угао т. Угао се рачуна уздуж дневне кружнице и расте у смеру дневног кретања неба, од истока према западу. Сатне кружнице су места на небеској сфери која имају једнак сатни угао. Угао небеског тела изражава се временом које је прошло од његове горње кулминације, дакле од 0 до 24 . Разлог је у томе што се у свом дневном кретању небеско тело одмиче од меридијана и његов сатни угао расте. Сатни угао неких тела важан је у мерењу времена.
У другој могућности координата је ректасцензија α, угао између сатне кружнице која пролази прољетном тачком γ и сатне кружнице проматраног тела. Ректасцензија се рачуна од 0 h до 24 h, и расте од запада према истоку, супротно од сатног угла (у смеру који је супротан дневном кретању неба). Тај пораст показује смер привидног годишњег кретања Сунца. Ректасцензија се заједно с деклинацијом употребљава за одређивање положаја звезда на небеској сфери, оне служе као звездане адресе и уписују се у карте неба, астрономске каталоге и годишњаке.
Екваторски координатни систем погодан је за праћење дневног кретања неба. Посматрач види на неком положају како се око њега окрећу звезде. Притом је згодно замишљати да су звезде причвршћене на сатне кружнице, а да се оне окрећу око нас као савијене шипке кишобрана којем је дршка небеска оса.